# José Luis Bouza
José Luis Bouza är en spansk kanotist.
Han tog bland annat VM-brons i C-1 5000 meter i samband med sprintvärldsmästerskapen i kanotsport 2011 i Szeged.